# White Lies for Dark Times
White Lies for Dark Times é o nono álbum de estúdio do cantor Ben Harper e a banda Relentless7, lançado a 5 de maio de 2009.

## Faixas
1. "Number With No Name" - 3:05
2. "Up to You Now" - 5:01
3. "Shimmer & Shine" - 3:06
4. "Lay There & Hate Me" - 4:14
5. "Why Must You Always Dress In Black" -	4:41
6. "Skin Thin" - 4:33
7. "Fly One Time" - 4:12
8. "Keep It Together (So I Can Fall Apart)" - 4:56
9. "Boots Like These" - 3:54
10. "The Word Suicide" - 5:04
11. "Faithfully Remain" - 4:28

## Paradas
| Ano  | Tabela              | Posição |
| ---- | ------------------- | ------- |
| 2009 | Billboard 200       | 9       |
| 2009 | Top Canadian Albums | 19      |
| 2009 | Top Internet Albums | 9       |

## Créditos
- Ben Harper - Vocal, guitarra slide
- Jason Mozersky - Guitarra
- Jesse Ingalls - Baixo
- Jordan Richardson - Bateria